# Western & Southern Open 2020
Western & Southern Open 2020, také známý pod názvem Cincinnati Masters 2020, byl společný tenisový turnaj mužského okruhu ATP Tour a ženského okruhu WTA Tour, výjimečně hraný v Národním tenisovém centru Billie Jean Kingové na otevřených dvorcích s tvrdým povrchem Laykold. Konal se mezi 22. až 28. srpnem 2020 v americkém New Yorku jako 119. ročník mužského a 92. ročník ženského turnaje.
V březnu 2020 byly profesionální sezóny přerušeny pro pandemii koronaviru. K obnovení okruhů došlo během srpna. Pro muže se Cincinnati Masters stal prvním turnajem na túře ATP po znovurozehrání sezóny. Tradiční dějiště v Ohiu bylo z důvodu pandemie přesunuto do New Yorku, s cílem omezit cestování tenistů a snížit tak riziko přenosu infekce. V newyorském areálu Billie Jean Kingové po skončení následoval grandslam US Open.
Mužská polovina byla po grandslamu a Turnaji mistrů zařazena do třetí nejvyšší kategorie okruhu ATP Masters 1000, s dotací 4 674 480 amerických dolarů. Ženská část s rozpočtem 2 250 829 dolarů patřila do kategorie WTA Premier 5.
Nejvýše nasazenými hráči v soutěžích dvouher se stali, mezi muži světová jednička Novak Djoković a v ženské části třetí hráčka žebříčku Karolína Plíšková z Česka, která vypadla ve svém úvodním zápase s Ruskou Veronikou Kuděrmetovovou. Jako poslední přímí účastníci do dvouher nastoupili 46. hráč pořadí Ital Lorenzo Sonego a 60. žena klasifikace Bernarda Peraová ze Spojených států.
Jubilejní osmdesátý singlový titul na okruhu ATP Tour vybojoval 33letý Novak Djoković ze Srbska, jenž prodloužil sezónní zápasovou neporazitelnost na 23–0. Třicátou pátou trofejí ze série Masters vyrovnal rekord Rafaela Nadala. Na Cincinnati Masters navázal na triumf z roku 2018. Dvacátý první turnajový vavřín z dvouhry WTA Tour vyhrála 31letá Běloruska Viktoria Azarenková, která v úvodním kole turnaje po roce zvítězila v soutěžním utkání túry WTA. Dosáhla tak na první trofej od triumfu na Miami Open 2016 i od narození syna Lea v prosinci 2016.
První společnou deblovou trofej na túře ATP získal španělsko-australský pár Pablo Carreño Busta a Alex de Minaur. Ženskou čtyřhru ovládla česko-nizozemská dvojice Květa Peschkeová a Demi Schuursová, jejíž členky spolu začaly hrát na počátku sezóny 2020.

## Rozdělení bodů a finančních odměn

### Rozdělení bodů
| Soutěž       | vítězové | finalisté | semifinalisté | čtvrtfinalisté | 16 v kole | 32 v kole | 64 v kole | Q  | Q2 | Q1 |
| ------------ | -------- | --------- | ------------- | -------------- | --------- | --------- | --------- | -- | -- | -- |
| dvouhra mužů | 1000     | 600       | 360           | 180            | 90        | 45        | 10        | 25 | 16 | 0  |
| čtyřhra mužů | 1000     | 600       | 360           | 180            | 90        | 0         | —         | —  | —  | —  |
| dvouhra žen  | 900      | 585       | 350           | 190            | 105       | 60        | 1         | 30 | 20 | 1  |
| čtyřhra žen  | 900      | 585       | 350           | 190            | 105       | 5         | —         | —  | —  | —  |

### Finanční odměny
| Soutěž                                  | vítězové  | finalisté | semifinalisté | čtvrtfinalisté | 16 v kole | 32 v kole | 64 v kole | Q2       | Q1      |
| --------------------------------------- | --------- | --------- | ------------- | -------------- | --------- | --------- | --------- | -------- | ------- |
| dvouhra mužů                            | 285 000 $ | 185 015 $ | 124 000 $     | 88 500 $       | 73 250 $  | 43 450 $  | 24 560 $  | 12 595 $ | 6 655 $ |
| dvouhra žen                             | 285 000 $ | 152 999 $ | 75 000 $      | 43 000 $       | 22 000 $  | 14 200 $  | 11 000 $  | 3 575 $  | 2 265 $ |
| čtyřhra mužů                            | 80 000 $  | 68 000 $  | 55 000 $      | 41 000 $       | 24 320 $  | 12 910 $  | —         | —        | —       |
| čtyřhra žen                             | 85 000 $  | 45 000 $  | 25 000 $      | 15 000 $       | 9 860 $   | 4 500 $   | —         | —        | —       |
| částky ve čtyřhrách jsou uvedeny na pár |           |           |               |                |           |           |           |          |         |

## Dvouhra mužů

### Nasazení
| Stát                           | Hráč                  | ATP | Nasazení |
| ------------------------------ | --------------------- | --- | -------- |
| Srbsko                         | Novak Djoković        | 1.  | 1.       |
| Rakousko                       | Dominic Thiem         | 3.  | 2.       |
| Rusko                          | Daniil Medveděv       | 5.  | 3.       |
| Řecko                          | Stefanos Tsitsipas    | 6   | 4.       |
| Německo                        | Alexander Zverev      | 7.  | 5.       |
| Itálie                         | Matteo Berrettini     | 8.  | 6.       |
| Belgie                         | David Goffin          | 10. | 7.       |
| Španělsko                      | Roberto Bautista Agut | 12. | 8.       |
| Argentina                      | Diego Schwartzman     | 13. | 9.       |
| Rusko                          | Andrej Rubljov        | 14. | 10.      |
| Rusko                          | Karen Chačanov        | 15. | 11.      |
| Kanada                         | Denis Shapovalov      | 16. | 12.      |
| Chile                          | Cristian Garín        | 18. | 13.      |
| Bulharsko                      | Grigor Dimitrov       | 19. | 14.      |
| Kanada                         | Félix Auger-Aliassime | 20. | 15.      |
| USA                            | John Isner            | 21. | 16.      |
| Žebříček ATP k 16. březnu 2020 |                       |     |          |

### Jiné formy účasti
Následující hráči obdrželi divokou kartu do hlavní soutěže:
- Andy Murray
- Tommy Paul
- Tennys Sandgren
- Frances Tiafoe

Následující hráč nastoupil do hlavní soutěže pod žebříčkovou ochranou:
- Kevin Anderson

Následující hráči postoupili z kvalifikace:
- Aljaž Bedene
- Ričardas Berankis
- Salvatore Caruso
- Márton Fucsovics
- Marcos Giron
- Norbert Gombos
- Lloyd Harris
- Sebastian Korda
- Mackenzie McDonald
- Cameron Norrie
- Emil Ruusuvuori
- Jeffrey John Wolf

### Odhlášení
před zahájením turnaje
- Nick Kyrgios → nahradil jej  Kyle Edmund
- Rafael Nadal → nahradil jej  Sam Querrey
- Kei Nišikori → nahradil jej  Lorenzo Sonego
- Guido Pella → nahradil jej  Alexandr Bublik
- Albert Ramos-Viñolas → nahradil jej  Richard Gasquet

### Skrečování
- Benoît Paire
- Reilly Opelka

## Mužská čtyřhra

### Nasazení
| Stát                                                                                    | Hráč                 | Stát               | Hráč             | ATP | Nasazení |
| --------------------------------------------------------------------------------------- | -------------------- | ------------------ | ---------------- | --- | -------- |
| Kolumbie                                                                                | Juan Sebastián Cabal | Kolumbie           | Robert Farah     | 3.  | 1.       |
| Polsko                                                                                  | Łukasz Kubot         | Brazílie           | Marcelo Melo     | 10. | 2.       |
| USA                                                                                     | Rajeev Ram           | Spojené království | Joe Salisbury    | 16. | 3.       |
| Chorvatsko                                                                              | Ivan Dodig           | Slovensko          | Filip Polášek    | 18. | 4.       |
| Španělsko                                                                               | Marcel Granollers    | Argentina          | Horacio Zeballos | 20. | 5.       |
| Německo                                                                                 | Kevin Krawietz       | Německo            | Andreas Mies     | 27. | 6.       |
| Jižní Afrika                                                                            | Raven Klaasen        | Rakousko           | Oliver Marach    | 35. | 7.       |
| Nizozemsko                                                                              | Wesley Koolhof       | Chorvatsko         | Nikola Mektić    | 39. | 8.       |
| Žebříček ATP k 16. březnu 2020; číslo je součtem žebříčkového postavení obou členů páru |                      |                    |                  |     |          |

### Jiné formy účasti
Následující páry obdržely divokou kartu do hlavní soutěže:
- Steve Johnson /  Austin Krajicek
- Sebastian Korda /  Brandon Nakashima
- Tommy Paul /  Frances Tiafoe

## Ženská dvouhra

### Nasazení
| Stát                          | Hráčka              | WTA | Nasazení |
| ----------------------------- | ------------------- | --- | -------- |
| Česko                         | Karolína Plíšková   | 3.  | 1.       |
| USA                           | Sofia Keninová      | 4.  | 2.       |
| USA                           | Serena Williamsová  | 9.  | 3.       |
| Japonsko                      | Naomi Ósakaová      | 10. | 4.       |
| Bělorusko                     | Aryna Sabalenková   | 11. | 5.       |
| Česko                         | Petra Kvitová       | 12  | 6.       |
| USA                           | Madison Keysová     | 13. | 7.       |
| Spojené království            | Johanna Kontaová    | 14. | 8.       |
| Kazachstán                    | Jelena Rybakinová   | 17. | 9.       |
| Česko                         | Markéta Vondroušová | 18. | 10.      |
| USA                           | Alison Riskeová     | 19. | 11 .     |
| Estonsko                      | Anett Kontaveitová  | 20. | 12.      |
| Řecko                         | Maria Sakkariová    | 21. | 13.      |
| Belgie                        | Elise Mertensová    | 22. | 14.      |
| Chorvatsko                    | Donna Vekićová      | 24. | 15.      |
| Ukrajina                      | Dajana Jastremská   | 25. | 16.      |
| Žebříček WTA k 17. srpnu 2020 |                     |     |          |

### Jiné formy účasti

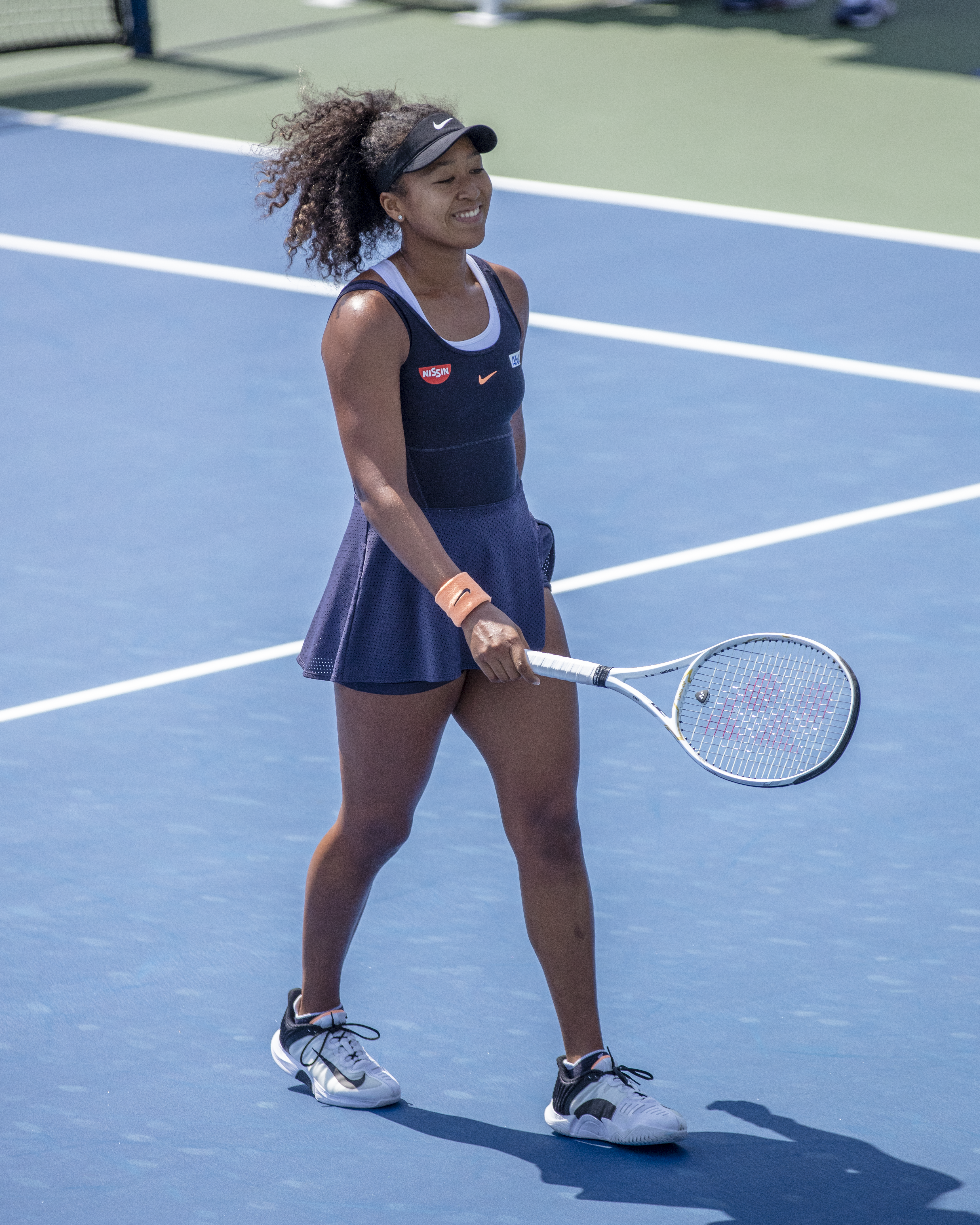
Japonka Naomi Ósakaová si ve vítězném semifinále přivodila zranění hamstringu a do boje o titul nenastoupila

Následující hráčky obdržely divokou kartu do hlavní soutěže:
- Kim Clijstersová
- Caty McNallyová
- Naomi Ósakaová
- Sloane Stephensová
- Venus Williamsová

Následující hráčky postoupily z kvalifikace:
- Catherine Bellisová
- Océane Dodinová
- Leylah Fernandezová
- Kirsten Flipkensová
- Anna Kalinská
- Ann Liová
- Christina McHaleová
- Jessica Pegulaová
- Arantxa Rusová
- Laura Siegemundová
- Jil Teichmannová
- Věra Zvonarevová

Následující hráčka postoupila z kvalifikace jako tzv. šťastná poražená:
- Darja Kasatkinová

### Odhlášení
před zahájením turnaje
- Belinda Bencicová → nahradila ji  Alizé Cornetová
- Kiki Bertensová → nahradila ji  Alison Van Uytvancková
- Kim Clijstersová → nahradila ji  Darja Kasatkinová
- Fiona Ferrová → nahradila ji  Viktoria Azarenková
- Světlana Kuzněcovová → nahradila ji  Ajla Tomljanovićová
- Garbiñe Muguruzaová → nahradila ji  Bernarda Peraová
- Barbora Strýcová → nahradila ji  Kateřina Siniaková

v průběhu turnaje
- Naomi Ósakaová (poranění hamstringu levého stehna)

## Ženská čtyřhra

### Nasazení
| Stát                                                                                     | Hráčka                   | Stát       | Hráčka             | WTA | Nasazení |
| ---------------------------------------------------------------------------------------- | ------------------------ | ---------- | ------------------ | --- | -------- |
| Belgie                                                                                   | Elise Mertensová         | Bělorusko  | Aryna Sabalenková  | 11. | 1.       |
| USA                                                                                      | Nicole Melicharová       | Čína       | Sü I-fan           | 29. | 2.       |
| Česko                                                                                    | Květa Peschkeová         | Nizozemsko | Demi Schuursová    | 35. | 3.       |
| USA                                                                                      | Bethanie Mattek-Sandsová | Čína       | Čang Šuaj          | 41. | 4.       |
| Japonsko                                                                                 | Šúko Aojamová            | Japonsko   | Ena Šibaharaová    | 47. | 5.       |
| Bělorusko                                                                                | Viktoria Azarenková      | USA        | Sofia Keninová     | 51. | 6.       |
| Německo                                                                                  | Anna-Lena Friedsamová    | Česko      | Kateřina Siniaková | 55. | 7.       |
| Česko                                                                                    | Lucie Hradecká           | Slovinsko  | Andreja Klepačová  | 60. | 8.       |
| Žebříček WTA k 17. srpnu 2020; číslo je součtem žebříčkového postavení obou členek páru. |                          |            |                    |     |          |

### Odhlášení
v průběhu turnaje
- Elise Mertensová /  Aryna Sabalenková

## Přehled finále

### Mužská dvouhra
- Novak Djoković vs.  Milos Raonic, 1–6, 6–3, 6–4

### Ženská dvouhra
- Viktoria Azarenková vs.  Naomi Ósakaová, bez boje

### Mužská čtyřhra
- Pablo Carreño Busta /  Alex de Minaur vs.  Jamie Murray /  Neal Skupski, 6–2, 7–5

### Ženská čtyřhra
- Květa Peschkeová /  Demi Schuursová vs.  Nicole Melicharová /  Sü I-fan, 6–1, 4–6, [10–4]